# Ficus marmorata
Ficus marmorata är en mullbärsväxtart som beskrevs av Boj. och John Gilbert Baker. Ficus marmorata ingår i släktet fikonsläktet, och familjen mullbärsväxter. Inga underarter finns listade i Catalogue of Life.